# Blaxonarium Casalense
Il Blaxonarium Casalense o Blasonario Casalese è un'antica raccolta di stemmi di tutte le famiglie nobili o civili una volta fiorenti in Casale Monferrato e nel Marchesato del Monferrato e presenti ancora oggi. Si trova attualmente presso la biblioteca "Giovanni Canna" di Casale Monferrato e risulta schedato 091-115.

## Il contenuto

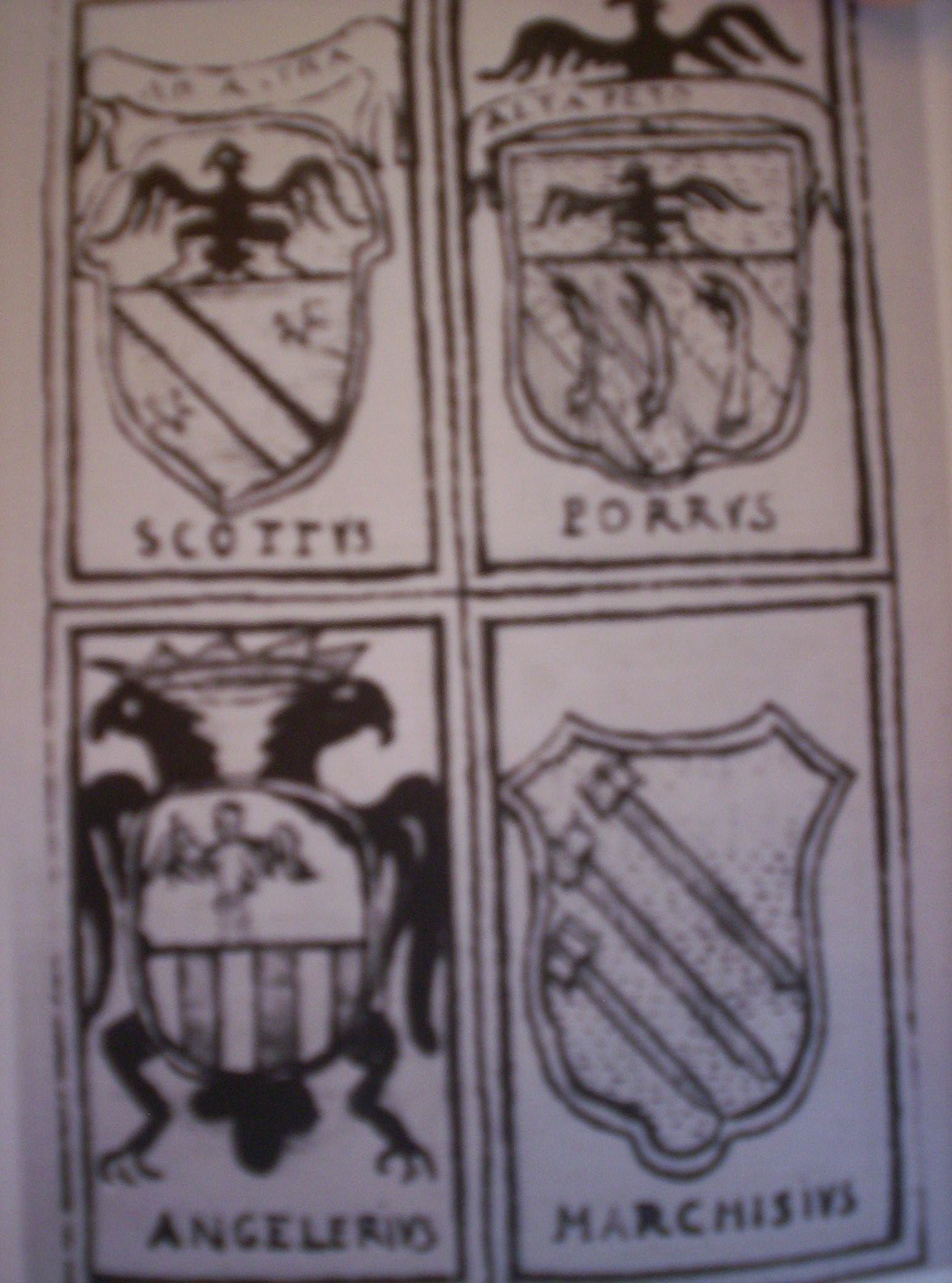
Blaxonarium Casalense, alcuni stemmi appartenenti alle famiglie del Monferrato

L'originale si compone di 39 fogli cartacei e proviene dai manoscritti dell'archivio De Conti e senza dubbio si può far risalire al XVIII secolo. Fu infatti ritrovato in tale archivio da Pier Felice degli Uberti in un fondo di ricette di cucina, come dichiarato dallo stesso esperto di araldica. Il degli Uberti ci riferisce anche che "...Al Blasonario disegnato dal De Conti sono aggiunti 32 stemmi provenienti da altro fondo dell'Archivio De Conti oppure assunti da famiglie e certificati con una certificazione dell'ultimo Cronista de Armas del Regno di Spagna, oppure di famiglie non monferrine ma presenti a Casale Monferrat per vari motivi." e aggiunge che "..questa aggiunta ben distanziata dall'originale testo del De Conti è dovuta al fatto che in 200 anni sono cambiate tante cose e araldicamente si sono aggiunte altre nuove famiglie che fanno uso di uno stemma."
In esso sono miniati lo stemma civico usato a quel tempo, le armi delle quattro dinastie che governarono il Monferrato e 213 stemmi di famiglie nobili o notabili della città. Gli stemmi in gran parte colorati sono in ordine sparso e sotto ciascuno compare in stampatello il cognome latino.
Nonostante il creatore degli stemmi, come si evince facilmente dalle immagini, non fosse un esperto miniatore, questa è la più completa raccolta storica di stemmi conosciuta sino ad oggi nel Monferrato.

## Riproduzioni
Nel 1985, sotto il patrocinio dell'Instituto international de genealogia y heraldica di Madrid e dello Studium - Accademia di Casale e del Monferrato, è stata data alle stampe una riproduzione anastatica, unica copia ufficiale del Blaxonarium Casalense, intitolata "Blasonario Casalese" con tiratura di 500 esemplari, dedicato a Don Carlos Infante di Spagna e Duca di Calabria in occasione della sua visita alla città di Casale Monferrato 18-19 maggio 1985. In essa compaiono unicamente gli stemmi delle famiglie senza alcuna descrizione.

## Galleria d'immagini

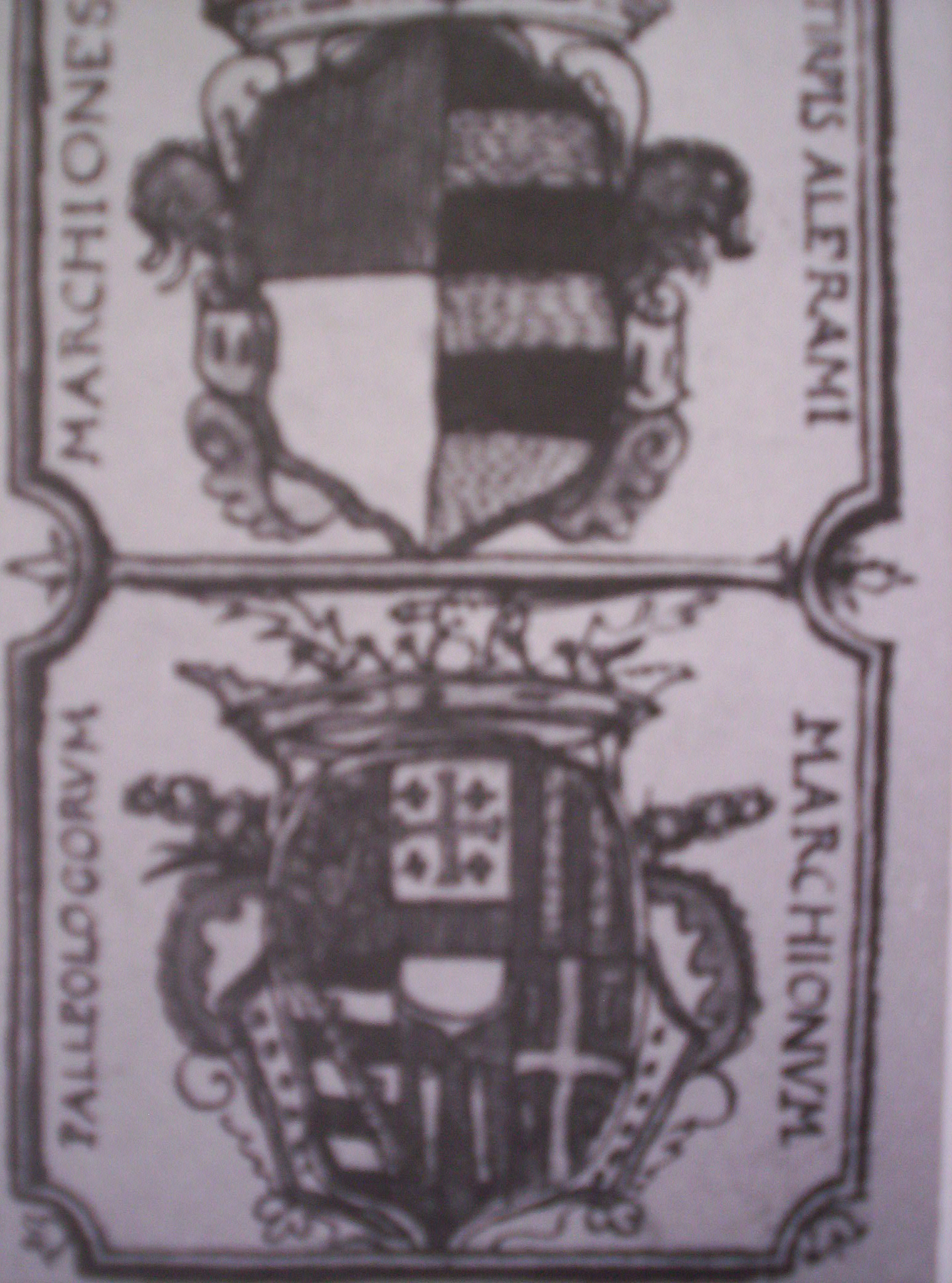
Stemmi dei Paleologi e degli Aleramici
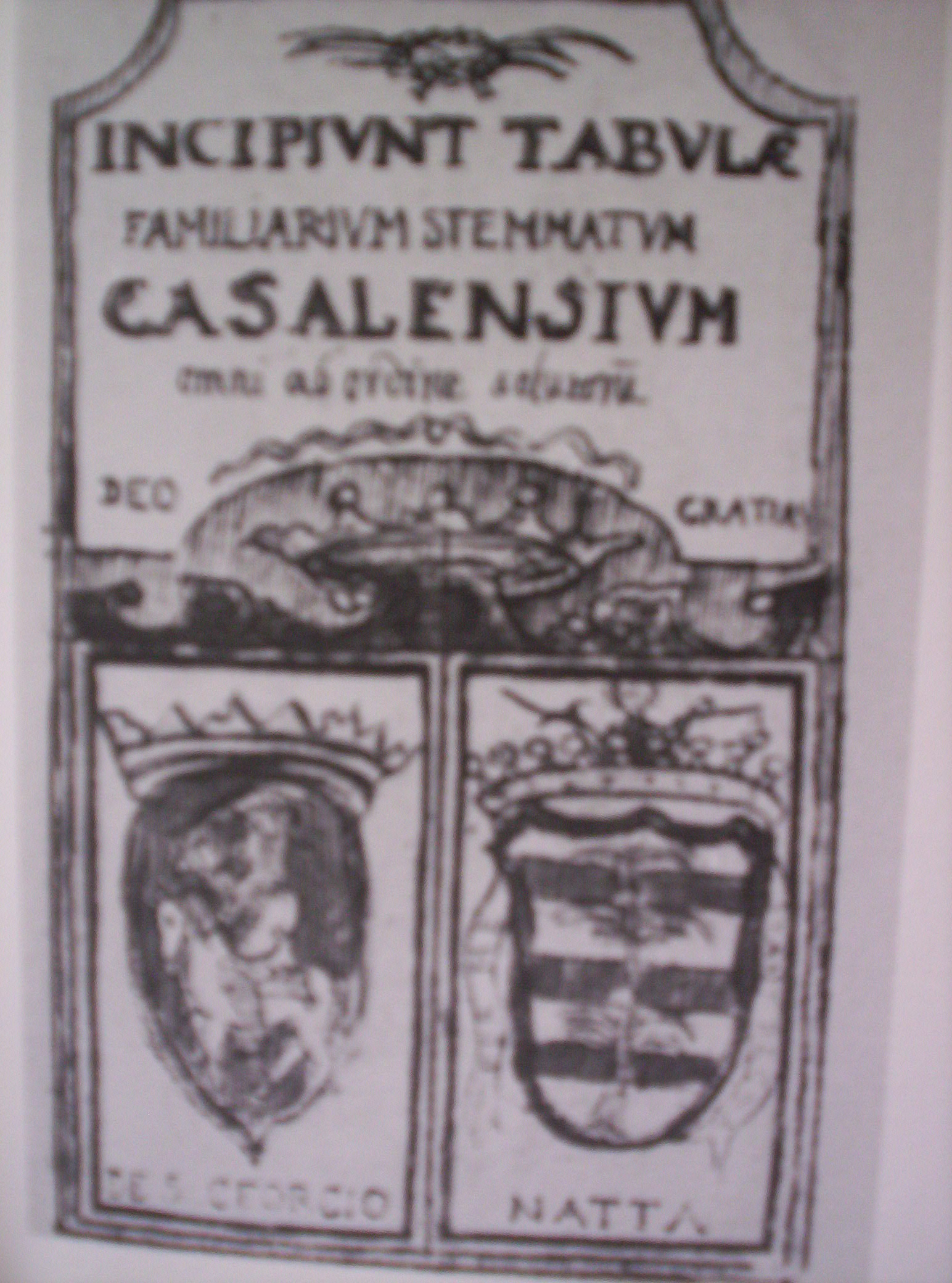

## Nomi delle famiglie riportate nel Blaxonarium
Nella seguente tabella sono riportati i nomi associati ai blasoni famigliari presenti nel Blaxonarium e tradotti dal latino nella sua copia anastatica. Pertanto non è escluso (fino a prova contraria) che la versione attuale italiana riportata non sia conforme in maniera assoluta alla dizione antica, soprattutto perché potrebbe non essere univoca. Ad esempio il cognome nella versione latina Cevalerius è stato tradotto come "Cevaleri" ma non è escluso che possa essere tradotto anche con il più attuale Cavalleri o Cavaleri a seconda delle successive potenziali modificazioni. Per comodità e per la fiducia nei criteri adottati dal team accademico di esperti che ha curato la stessa ricerca (tra cui figura anche l'ex primo ministro italiano Giovanni Goria, al tempo Ministro del tesoro), si riporta la traduzione presente nella copia anastatica.
| NOMI DEGLI STEMMI FAMIGLIARI DEL BLASONARIO |               |                 |                            |                         |                         |
| ------------------------------------------- | ------------- | --------------- | -------------------------- | ----------------------- | ----------------------- |
|                                             | agnelli       | castagna        | giovanni, de               | mummolo                 | sangiorgio di biandrate |
|                                             | altavilla     | cavaglià, di    | giuniperi, dei             | muzio                   | sanmartino, di          |
|                                             | andreasi      | cavagnolo       | gonzaga                    | natta                   | santamaria              |
|                                             | angeleri      | cazzola         | granero                    | noè                     | santi celsi, de         |
|                                             | anselmi       | ceci            | grisella                   | noia                    | savoia, di              |
|                                             | aralda        | cernolo         | guaita                     | olivari                 | scaglia                 |
|                                             | ardizzi       | cerruti         | guasco                     | orio, de                | scarampi                |
|                                             | ardizzone     | cevaleri        | guazzo                     | orioli                  | schiappaccia            |
|                                             | aureli        | colli           | guidi, de                  | ostalla                 | scotti                  |
|                                             | avallone      | colombo         | gabiano                    | ottone                  | scozia                  |
|                                             | avellani      | conti, de       | incisa                     | paleologo di monferrato | selvano                 |
|                                             | avogadro      | coppa           | langosco, di               | palermo                 | seneca                  |
|                                             | balliano      | corba           | legeri, dei                | pallio                  | sercio                  |
|                                             | barberi       | cordera         | loria                      | paltro                  | serra                   |
|                                             | barbotti      | corna           | luchetti gentiloni         | pappalardo              | sisto                   |
|                                             | barredo de    | cortesia        | maccia                     | pescatore               | soardi                  |
|                                             | barzizza      | coscia          | magistri, de               | pezzoli                 | sordi                   |
|                                             | bava          | cozio           | magnezio                   | piacentino              | spinola                 |
|                                             | bazzani       | crescia         | magnocavallo               | pico                    | stravenga, de           |
|                                             | beccio        | cristoforis, de | magrelli                   | pino, del               | stercio                 |
|                                             | bellingeri    | crosetto        | magrelli                   | poggio                  | strambi                 |
|                                             | bellone       | crova           | malpassuto                 | pomponato               | tarachia                |
|                                             | bercetto      | dodolo          | marchisio                  | ponte                   | terapelli               |
|                                             | berruti       | epiro d'        | maria, de                  | pontiglio               | testadoro               |
|                                             | biandrate, di | eusebione       | masera                     | porro                   | tibaldo                 |
|                                             | biglione      | faà             | mazzarino                  | porta                   | tibaldeschi             |
|                                             | bobba         | facchin de prà  | mazzetti                   | prata                   | tornielli               |
|                                             | bonfiglio     | falletti        | mazzola                    | prato                   | torre, della            |
|                                             | borrione      | fassati         | meazia                     | prielli                 | toso                    |
|                                             | bovio         | fea             | medici, di                 | provana                 | treviso                 |
|                                             | brocco        | feautriero      | merlo                      | provera                 | triulzi                 |
|                                             | brusotti      | ferraris        | miglietta                  | pugiella                | uberti, degli           |
|                                             | busca         | fietta          | millo                      | quarterio               | uccelli                 |
|                                             | bussola       | filippi, de     | miroglio                   | radicati                | vaccarone               |
|                                             | cadenas, de   | fisso           | moizio                     | ranieri                 | vallario                |
|                                             | caire         | foresto         | mola                       | raselli                 | valle                   |
|                                             | callori       | fracchia        | monesi                     | resico                  | valle, della            |
|                                             | calvi         | francia         | monferrato, di (aleramici) | ricci                   | valmacca                |
|                                             | calvo         | fresia          | monti                      | rivalta                 | valperga                |
|                                             | campini       | galante         | montiglio                  | rivetta                 | varina                  |
|                                             | cane          | gallone         | montini                    | rovere, della           | Vialardi                |
|                                             | canina        | gambera         | mordilla                   | roccia                  | vidali                  |
|                                             | canova        | gaspardone      | morelli                    | roggero                 | viotti                  |
|                                             | capello       | gattinara       | moricca                    | rota                    | visca                   |
|                                             | capra         | gazzone         | moro                       | saccaccio               | viscardi                |
|                                             | cararia       | gerardi         | morono                     | sacchi                  | visconti, dei           |
|                                             | cardellona    | ghiotti         | morra                      | sala, della             | zabaldano               |
|                                             | caresana      | gibello         | mossi, de                  | saletta                 | zingaro                 |
|                                             | carretto, del | gillone         | motezio                    | salmazia                |                         |
|                                             | carro         | giordano        | mulazzano                  | sannazzaro              |                         |